# Leyla Əliyeva (Moderatorin)

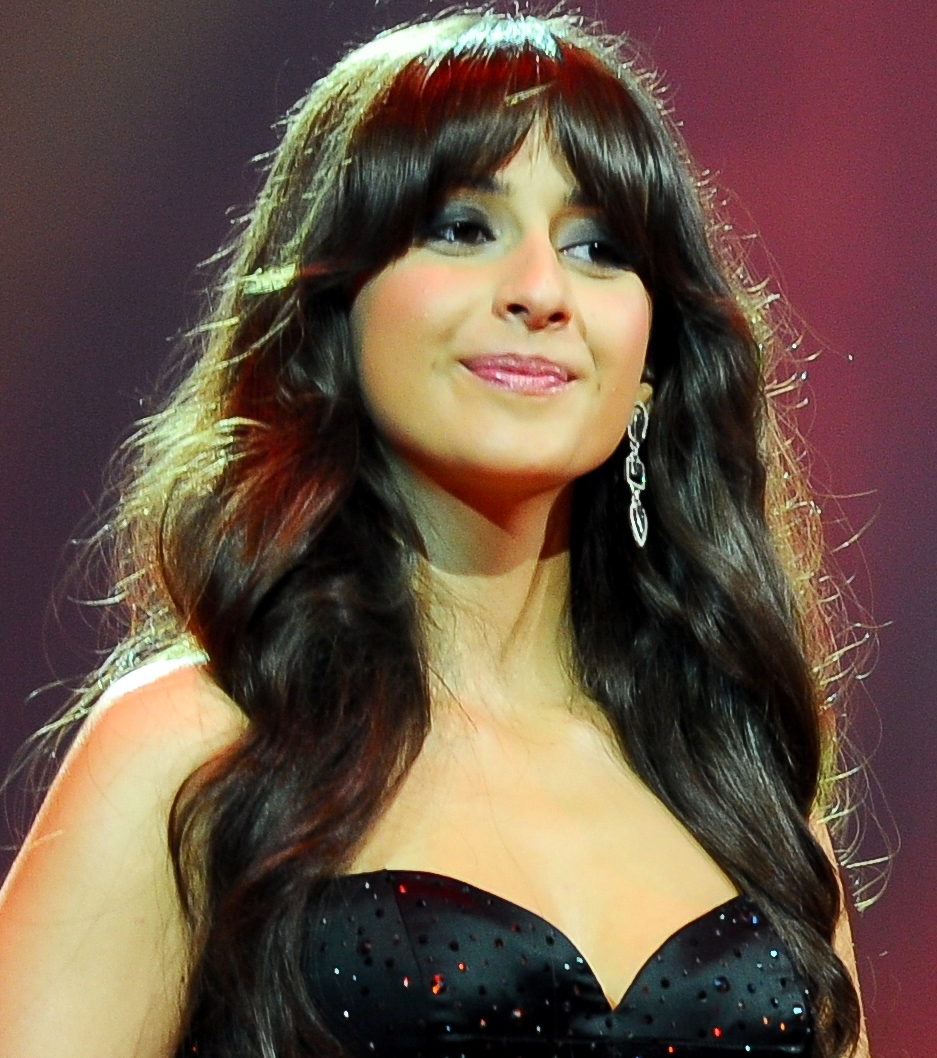
Leyla Əliyeva als Moderatorin des Eurovision Song Contest 2012

Leyla Əliyeva (aserbaidschanisch-kyrillisch Лејла Әлијева Lejla Älijewa, alternative Schreibweise Leyla Aliyeva; * 1986 in Baku) ist eine aserbaidschanische Fernsehmoderatorin.

## Biografie
Die diplomierte Chordirigentin studierte an der Musikakademie Baku. Ab 2004, während ihres Studiums, arbeitete sie im Bereich Musik des Senders İTv und seit 2007 speziell auch im Bereich Eurovision Song Contest. Sie wurde Mitglied des Eurovision-Organisationskomitees des Senders. 2011 und 2012 moderierte sie die nationalen Vorentscheide und 2012 den Eurovision Song Contest 2012 mit den beiden Halbfinalen zusammen mit Eldar Qasımov und Nargiz Birk-Petersen.
Sie ist verheiratet und hat eine Tochter.